# 2-ро основно училище (Лерин)
Второ основно училище (на гръцки: 2ο Δημοτικό Σχολείο Φλώρινας) е училище в град Лерин (Флорина), Гърция.

## Местоположение
Училището е разположено на булевард „Елевтерия“, южно от река Сакулева. До него е 1-во основно училище.

## История
Училището е основано като девическо училище на Леринската гръцка община между 1871 и 1879 година. Девическото училище е начално с 4 – 5 класа и 2 – 3 учители. Според доклад на гръцкия консул в Битоля Стаматиос Пезас от 1902 година положението с образованието в Лерин е трагично, тъй като само 14 момичета посещават училището и има само две учителки. Според него училището има незначителен принос за налагането на гръцката просвета в района, тъй като успява да произведе годишно само две до три учителки за леринските села. По тези причини Пезас смята работата на институцията за безсмислена и предлага да се вземе издръжката ѝ от гръцката община. През 1910 година училището има четири класа със 110 ученички, като заплатата на учителките е много по-ниска от тази на колегите им учители и затова общината им осигурява подслон и гориво.
Първоначално училището е в централната махала Вароша в къщата на Дамянос срещу Българското училище. В периода 1905 – 1906 година гръцката община купува къщата на Изет паша за настаняване на мъжкото училище, но първоначално и на девическото училище, което се е помещавало в селямлъка.
В 1909 година е построена новата сграда на девическото училище от Атанасиос Папастилиадис от Бел камен. Строежът е финансиран от фондация „Мелас“. Новата сграда е застрахована срещу пожар в английската компания „Нордърн“ и няма дори и железни пръчки на прозорците. В училището е и бил разположен и Интернатът за жертвите на Македонската борба, който по-късно е в Модестовото училище в Писодер.
След анексията на Лерин от Гърция в 1913 година, училищата са интегрирани в образователната система на гръцката държава и финансовата подкрепа от гръцката община постепенно намалява. От 1914/1915 година училището се казва Основно девическо училище. Доклад на образователния инспектор от 20 април 1918 година гласи, че по време на Първата световна война с идването на съглашенските войски в града, положението и в двете училища става трагично, тъй като сградите са иззети от френските войски. През този период занятията на мъжкото училище се провеждат в общинска сграда, бившата резиденция на директора на училището Йон Парасхис, а тези на Девическото училище в женската църква на „Свети Георги“ на две смени поради липса на място. През 1922 година е създадено пълно шесткласно девическо училище с петима учители. В 1929 година училището става Леринско шесткласно смесено основно училище. По време на окупацията на Гърция през Втората световна война сградата се използва като казарма и депо за материали. През 1943/1944 година училището остава затворено и работата му е възобновена на следната година.

## Сграда
Сградата, в която се помещава 2-ро основно училище, се характеризира като сграда-паметник със специален архитектурен, естетически и морфологичен характер, като нейната историчност, качество на нейната композиция, нейната историческа употреба като училище, нейните неокласически елементи (например разделянето на фасадата на три равни части, вертикални оси на отворите, симетрия, пиластри, панели, колони, декоративни ивици и други), нейният мащаб и връзката му с околната среда с традиционния градски образ и околното открито пространство. Сградата има очевидни общи черти с историческата сграда на Костурската гимназия, като триъгълни или извити фронтони на прозорците и колоните на входа.